# Fredrik Meltzer Wallem
Fredrik Meltzer Wallem, född den 19 april 1837 i Bergen, död den 2 april 1922, var en norsk fiskeriinspektör och journalist, dotterson till Fredrik Meltzer. 
Wallem for till sjöss 1853—60, tog därefter artium 1861 och blev 1866 cand. jur.. 1866—75 var han knuten till redaktionen av Bergensposten. Han representerade olika norska institutioner vid världsutställningarna i Philadelphia (1876) och Paris (1878). Från 1879, då "Selskabet til de norske Fiskeriers Fremme" stiftades, var han dettas konsulent och representerade detsamma på fiskeriutställningarna i Berlin (1880) och London (1883). Åren 1886—90 var han bosatt i Kristiania, där han redigerade Christiania Intelligenssedler (1886—87) och Ny illustreret Tidende (1886—90). Åren 1891—1906 var han statens inspektör för saltvattensfiskerierna. Utöver rapporter från de olika utställningarna utgav han ett stort antal skrifter om fiskeriförhållanden och fiskeexport samt Bergen og Bergenserne 1813—14 (1875).